# Felix Dean
Felix Dean es un actor australiano, más conocido por interpretar a V.J. Patterson  en la serie australiana Home and Away.

## Biografía
Dean nació en 1997. Es representado por Random Management.

## Carrera
Felix apareció en la serie Comedy Inc. y en las películas Gabriel y Jessica donde interpretó a Joey Thomas a los seis años, también ha aparecido en comerciales para McDonalds, Hyundai, GE Money y Cool the Globe. 
En el 2006 interpretó a Todd McFarlane en la aclamada serie australiana All Saints. 
En el 2007 se unió al elenco de la exitosa serie australiana Home and Away donde interpreta a Vincent Alexandrou "VJ" Patterson, hasta la actualidad. VJ es hijo de Leah Baker y Vinnie Patterson. En marzo del 2014 se anunció que Felix dejaría la serie ese mismo año.

## Filmografía
- Series de televisión.:

| Año             | Serie         | Personaje      | Notas                     |
| --------------- | ------------- | -------------- | ------------------------- |
| 2007 - presente | Home and Away | V.J. Patterson | 820 episodios             |
| 2007            | Comedy Inc    | -              | 5 episodios               |
| 2006            | All Saints    | Todd McFarlane | episodio "Breaking Point" |

- Películas.:

| Año  | Título  | Personaje   | Notas                                |
| ---- | ------- | ----------- | ------------------------------------ |
| 2004 | Gabriel | Gabriel     | -                                    |
| 2004 | Jessica | Joey Thomas | junto a Tony Martin y Oliver Ackland |

- Teatro.:

| Año  | Obra           | Personaje | Notas                                                 |
| ---- | -------------- | --------- | ----------------------------------------------------- |
| 2011 | Bondi Dreaming | -         | junto a Kate Ritchie, John McNeill y Alexandra Parkes |

## Premios y nominaciones
| Año  | Categoría        | Premio            | Serie         | Resultado |
| ---- | ---------------- | ----------------- | ------------- | --------- |
| 2009 | Best Young Actor | Inside Soap Award | Home and Away | Nominado  |